# Don't Save It All for Christmas Day
Don't Save It All for Christmas Day è una canzone dell'artista canadese Céline Dion inclusa nel suo primo album natalizio in inglese, These Are Special Times (1998). Il brano è stato scritto da Peter Zizzo, Ric Wake e dalla stessa Dion, mentre la produzione è stata curata da Wake. La ballata pop fu pubblicata come singolo promozionale radiofonico il 4 dicembre 2000, due anni dopo l'uscita dell'album.
La canzone è stata anche incisa dal gruppo americano cristiano Avalon, che ha inserito la cover nell'album Joy: A Christmas Collection (2000).

## Antefatti e contenuti
Don't Save It All for Christmas Day è uno dei sette inediti registrati per l'album These Are Special Times. La canzone, scritta a sei mani da Ric Wake, Peter Zizzo e Céline Dion, parla della condivisione di buone volontà e dell'amore, non soltanto durante il periodo delle festività natalizie, ma anche durante tutto l'anno:
Find a way
To give a little love everyday
Don't save it all for Christmas Day
Find your way
Cause holidays have come and gone
But love lives on
If you give on
Love...»
Trova un modo
Per donare un po’ d’amore tutti i giorni
Non tenerlo tutto per il giorno di Natale
Trova il tuo modo
Perché le vacanze sono vanno e vengono
Ma l’amore vive ancora
Se tu doni
Amore...»
(Ric Wake, Peter Zizzo, Céline Dion)
Il brano nasce da un'idea della stessa Dion; a parte Treat Her Like a Lady, cover della canzone di Diana King, di cui aveva parzialmente ri-scritto i testi e inserita nell'album Let's Talk About Love (1997), Don't Save It All for Christmas Day è stata la prima canzone ad essere co-scritta da Céline. Ignara del fatto che il disco non fosse uscito, la Dion aveva in testa la melodia e il testo del pre-ritornello della canzone ("How many people are crying / people are dying / how many people are asking for love") da quasi due anni. Céline dichiarò: "Non mi ero mai spinta a finirla; forse avevo paura della reazione", a quel punto suo marito René le suggerì di cantare quei versi al suo frequente collaboratore e produttore Ric Wake, il quale forse l'avrebbe potuta aiutare. Una notte dopo la sua esibizione al VH1 Divas Live a New York nell'aprile del 1998, Wake convinse Céline durante una cena a cantare il versetto e il ritornello che aveva in mente sulla sua segreteria telefonica di casa: 
that, he came to me and said, "Here is your song".»
Mentre le linee guida di Céline Dion ispirarono la canzone e il suo intero approccio, Wake consultò anche Peter Zizzo per delucidare la traccia della cantante. Basato sui testi suggeriti dalla Dion, il cantautore escogitò le linee del ritornello di Don't Save It All for Christmas Day.

## Recensioni da parte della critica
Nella sua recensione di These Are Special Times, Paul Verna di Billboard, definì il brano "una composizione originale prodotta con cura".

## Formati e tracce
CD Singolo Promo (Columbia)
1. Don't Save It All for Christmas Day (Album Version) – 4:37 (Ric Wake, Peter Zizzo, Céline Dion)
2. Don't Save It All for Christmas Day (Radio Version) – 4:19 (Wake, Zizzo, Dion)

## Classifiche
| Classifica (2011-2017)                          | Posizione massima raggiunta |
| ----------------------------------------------- | --------------------------- |
| Corea del Sud (Gaon Download Chart)             | 94                          |
| Stati Uniti (Billboard Holiday 100)             | 81                          |
| Stati Uniti (Billboard Holiday Streaming Songs) | 45                          |

## Crediti e personale
Registrazione
- Registrato ai Cove City Sound Studios di Glen Cove (NY); The Dream Factory di New York City (NY); Clinton Recording di New York City (NY), Criteria Recording Studios (FL)
- Mixato ai The Record Plant di Los Angeles (CA)

Personale
- Arrangiamento cori - Loris Holland
- Arrangiato da - Ric Wake, Peter Zizzo
- Assistente ingegneri - Juan Bohorquez, Alfred Bosco, Chris Brooke, Brian Harding, Rob Murphy, Jake Ninan
- Chitarra - Larry Salzman, Marc Shulman, Peter Zizzo
- Coordinazione produzione - David Barratt
- Cori - Tony Bright, Dennis Collins, Ayana George, Diva Gray, Loris Holland, Nancey Jackson, Latasha Jordan, Paulette McWilliams, Cindy Mizelle, Vaneese Thomas, Fonzi Thornton, Spencer Washington, Elizabeth Withers
- Direttore d'orchestra - Rob Mathes
- Ingegnere del suono - Bob Cadway, Terence Dover, Dan Hetzel, David "Dibs" Shackney, Rick Kerr. Thomas R. Yezzi
- Mixato da - Humberto Gatica
- Musica di - Céline Dion, Ric Wake, Peter Zizzo
- Orchestra arrangiata - Rob Mathes
- Organo Hammond - Loris Holland
- Programmazione aggiuntiva sintetizzatore - Jeff Bova
- programmazione batteria - Jim Bralower
- Programmazione batteria, basso e tastiere - Peter Zizzo
- Produttore - Ric Wake
- Testi di - Céline Dion, Ric Wake, Peter Zizzo